# Pam Dreyer
Pamela Kristine „Pam“ Dreyer (* 9. August 1981 in Eagle River, Alaska) ist eine ehemalige US-amerikanische Eishockeytorhüterin. Dreyer war von 2004 bis 2006 Mitglied der Frauen-Eishockeynationalmannschaft der Vereinigten Staaten und gewann mit dieser bei den Olympischen Winterspielen 2006 in Turin die Bronzemedaille.

## Karriere
Nach ihrer Highschool-Zeit an der Chugiak High  begann Dreyer zum Schuljahr 1999/00 ein Studium der Humanbiologie an der Brown University. Neben ihrem Studium spielte die Torfrau an der Universität für das Universitätsteam, die Brown Bears, in der ECAC Hockey. In ihrem zweiten Jahr war sie in den Kategorien Fangquote (94,1 %) und Shutouts (7) beste Torhüterin der NCAA. Ein Jahr später führte sie die Bears zur Meisterschaft in der ECAC Hockey und bis in das Finalturnier der NCAA, das Frozen Four. 2004 galt sie als beste Torfrau der USA.
Nach Abschluss ihres Studiums wurde sie als erste Frau aus Alaska für die US-amerikanischen Nationalmannschaft nominiert und spielte mit dieser bei der Weltmeisterschaft 2004 – im Gespann mit Chanda Gunn – und gewann die Silbermedaille. Zudem wurde sie in das All-Star-Team des Turniers berufen. In einem Spiel gegen Kanada im November 2004 riss sich Dreyer die Rotatorenmanschette. Sie unterzog sich zwei Operationen an ihrem Oberarm, absolvierte eine mehrmonatige Rehabilitation und verpasste dadurch die Weltmeisterschaft 2005. Erst im Herbst 2005 stieg Dreyer wieder ins Training ein, um sich rechtzeitig mit dem US-amerikanischen Eishockeyverband USA Hockey auf die Olympischen Winterspiele 2006 vorzubereiten. Beim olympischen Eishockeyturnier 2006 selbst war sie zweite Torfrau hinter Chanda Gunn, absolvierte ein Spiel ohne Gegentor und trug damit zum Gewinn der Bronzemedaille bei.

## Erfolge und Auszeichnungen
- 2000 Gewinn der ECAC Hockey mit den Brown Bears
- 2002 Gewinn der ECAC Hockey mit den Brown Bears
- 2002 Most Valuable Player des ECAC Tournament
- 2004 Silbermedaille bei der Weltmeisterschaft
- 2004 All-Star-Team der Weltmeisterschaft
- 2006 Bronzemedaille bei den Olympischen Winterspielen

## Karrierestatistik
Quellen: collegehockeystats.net; USCHO; Eliteprospects; IIHF-Statistics
(Legende zur Torhüterstatistik: GP oder Sp = Spiele insgesamt; W oder S = Siege; L oder N = Niederlagen; T oder U oder OT = Unentschieden oder Overtime- bzw. Shootout-Niederlage; Min. = Minuten; SOG oder SaT = Schüsse aufs Tor; GA oder GT = Gegentore; SO = Shutouts; GAA oder GTS = Gegentorschnitt; Sv% oder SVS% = Fangquote; EN = Empty Net Goal; 1 Play-downs/Relegation; Kursiv: Statistik nicht vollständig)